# Religião organizada
Religião organizada, também conhecida como religião institucional, é a religião como uma instituição social, em que os sistemas de crenças e rituais são sistematicamente organizados e formalmente estabelecidos. A religião organizada é tipicamente caracterizada por uma doutrina funcional (ou dogma), um sistema hierárquico ou burocrático de estrutura de liderança, uma codificação de regras e práticas. 
O termo religião organizada é frequentemente utilizado nos meios de comunicação para se referir a grandes grupos religiosos, especialmente aqueles conhecidos como organizações, segmentos, seitas ou mesmo governos a que se pode legalmente ou oficialmente se afiliar a ou não.
Distingue-se da ideia mais ampla de religião, especialmente em antropologia, sociologia e filosofia. O filósofo estadunidense William James descreve que:
Religião... deve significar para nós os sentimentos, atos e experiências de homens individuais em sua solidão... em relação a tudo o que eles podem considerar o divino. Desde que a relação pode ser tanto moral, física ou ritual, é evidente que, religião, no sentido em que a tomamos, teologias, filosofias e organizações eclesiásticas pode secundariamente crescer. 
A religião organizada parece ter ganhado importância desde o período Neolítico, com a ascensão de grande escala da civilização e da agricultura. As religiões organizadas podem incluir uma religião oficial do Estado, como uma igreja do Estado por exemplo; no entanto, a maioria dos estados políticos têm um grande número de religiões organizadas praticadas dentro de sua jurisdição. Devido à sua forma estruturada e padronizada facilmente proliferaram, sendo que as religiões organizadas compreendem muitos dos principais grupos religiosos mundiais. As religiões abraâmicas são amplamente consideradas organizadas (incluindo o cristianismo, islamismo e judaísmo), bem como algumas escolas de pensamento dentro de religiões indianas (por exemplo, algumas correntes do hinduísmo e do budismo). 
Entre as religiões que não são considerados organizadas, ou apenas vagamente se organizam incluem-se xamanismo, animismo e religiões populares, tais como tradicionais religiões africanas, religiões nativas americanas, religiões pré-históricas, religiões chinesas e leste-asiáticas em geral.
O Taoismo é uma religião descentralizada com vertentes organizadas, o taoismo em si tem raízes pré-históricas xamânicas e portanto não pode ser considerada organizada, mas os templos taoistas vem canonizando livros filosóficos e institucionalizando práticas espirituais (como Qigong) adquirindo aspecto de religião organizada. 